# Дискретно-событийное моделирование
Дискретно-событийное моделирование (англ. discrete-event simulation, DES) — это вид имитационного моделирования. В дискретно-событийном моделировании функционирование системы представляется как хронологическая последовательность событий. Событие происходит в определенный момент времени и знаменует собой изменение состояния системы.

## Компоненты системы дискретно-событийного моделирования.
Кроме переменных, определяющих состояние системы, и логики, определяющей, что произойдет в ответ на какое-то событие, система дискретно-событийного моделирования содержит следующие компоненты:

### Часы
Основной компонент системы, синхронизирующий изменения системы, т.е. возникновение событий.

### Список событий
Система моделирования поддерживает по крайней мере один список событий моделирования.
Дискретно-событийное моделирование, основанные на мгновенных событиях, имеют только одно текущее событие, в то время как многопоточные системы моделирования и системы моделирования, поддерживающие интервальные события, могут иметь несколько текущих событий. В обоих случаях имеются серьёзные проблемы с синхронизацией между текущими событиями.

### Генераторы случайных чисел
Дискретно-событийные модели делятся на детерминированные и стохастические, в зависимости от того, каким образом генерируются события и основные характеристики очередей: время наступления событий, длительность обслуживания, количество клиентов, поступающих в очередь в единицу времени. Стохастические дискретно-событийные модели отличаются от моделей Монте-Карло наличием часов.

### Статистика
Основные данные, которые собираются в системах дискретно-событийного моделирования:
- Средняя занятость (доступность) ресурсов
- Среднее количество клиентов в очереди
- Среднее время ожидания в очереди

### Условие завершения
Условием завершения могут выступать:
- Возникновение заданного события (например, достижение 10-минутного времени ожидания в очереди)
- Прохождение заданного числа циклов по часам системы моделирования

## Реализация
Системы дискретно-событийного моделирования—это, чаще всего, проблемно-ориентированные языки программирования или библиотеки для высокоуровневых языков. Наиболее известные: Arena, AnyLogic, SIMSCRIPT, SLAM, SIMAN, AweSim, GPSS, SimPy.